# دوچرخه‌سواری در المپیک تابستانی ۲۰۰۴
دوچرخه‌سواری در بازی‌های المپیک تابستانی ۲۰۰۴ نام رویداد ورزش دوچرخه‌سواری در بازی‌های المپیک تابستانی بود که در سال ۲۰۰۴ در آتن برگزار شد.

## دوچرخه‌سواری جاده
| رویداد           | طلا                      | نقره                             | برنز                    |
| رقابت جاده مردان | پائولو بتینی · ایتالیا   | سرژیو پائولینو · پرتغال          | اکسل مرکس · بلژیک       |
| رقابت جاده زنان  | سارا کریگن · استرالیا    | یودیت آرنت · آلمان               | اولگا سلیوساروا · روسیه |
| تایم تریل مردان  | ویاچسلاف اکیموف · روسیه  | بابی جولیچ · ایالات متحده آمریکا | مایکل راجرز · استرالیا  |
| تایم تریل زنان   | لئونتین فان مورسل · هلند | ددی بری · ایالات متحده آمریکا    | کارین توریگ · سوئیس     |

## دوچرخه‌سواری پیست

### جاده
| رویداد          | طلا                                                                 | نقره                                                                       | برنز                                                                                |
| کیرین           | رایان بیلی · استرالیا                                               | خوسه آنتونیو اسکوردو · اسپانیا                                             | شین کلی · استرالیا                                                                  |
| مدیسون          | استرالیا (AUS) · گریم براون · استوارت اوگریدی                       | سوئیس (SUI) · فرانکو ماروولی · برونو ریسی                                  | بریتانیای کبیر (GBR) · راب هایلز · بردلی ویگینز                                     |
| رقابت امتیازی   | میخائیل ایگناتیف · روسیه                                            | خوان یانراس · اسپانیا                                                      | گیدو فولست · آلمان                                                                  |
| تعقیبی انفرادی  | بردلی ویگینز · بریتانیای کبیر                                       | برادلی مک‌گی · استرالیا                                                     | سرخی اسکوبار · اسپانیا                                                              |
| تعقیبی تیمی     | استرالیا (AUS) · گریم براون · برت لنکستر · برادلی مک‌گی · لوک رابرتز | بریتانیای کبیر (GBR) · استیو کامینگز · راب هایلز · پل منینگ · بردلی ویگینز | اسپانیا (ESP) · کارلوس کاستانیو پانادرو · سرخی اسکوبار · آسیر مائستو · کارلوس تورنت |
| اسپرینت انفرادی | رایان بیلی · استرالیا                                               | تئو بوس · هلند                                                             | رنه ولف · آلمان                                                                     |
| اسپرینت تیمی    | آلمان (GER) · ینس فیدلر · اشتفان نیمکه · رنه ولف                    | ژاپن (JPN) · توشیاکی فوشیمی · ماساکی اینوئه · توموهیرو ناگاتسوکا           | فرانسه (FRA) · میکائل بورگن · لوران گانه · آرنو تورنان                              |
| تایم تریل       | کریس هوی · بریتانیای کبیر                                           | آرنو تورنان · فرانسه                                                       | اشتفان نیمکه · آلمان                                                                |

### زنان
| رویداد        | طلا                     | نقره                   | برنز                        |
| رقابت امتیازی | اولگا سلیوساروا · روسیه | بلم گوئررو · مکزیک     | ماریا لوئیسا کایه · کلمبیا  |
| تعقیبی        | سارا اولمر · نیوزیلند   | کیتی مکتیر · استرالیا  | لئونتین فان مورسل · هلند    |
| اسپرینت       | لوری-آن مونزه · کانادا  | تامیلا آباسووا · روسیه | آنا میرز · استرالیا         |
| تایم تریل     | آنا میرز · استرالیا     | جیانگ یونگهوا · چین    | ناتالیا سیلینسکایا · بلاروس |

## دوچرخه‌سواری کوهستان
| رویداد            | طلا                      | نقره                          | برنز                  |
| کراس کانتری مردان | ژولیان آبسالون · فرانسه  | خوسه آنتونیو ارمیدا · اسپانیا | بارت برنچنس · هلند    |
| کراس کانتری زنان  | گون-ریتا دال فلشو · نروژ | ماری-هلن پرمونت · کانادا      | زابینه اشپیتز · آلمان |

## جدول مدال‌ها
| رتبه | کشورها                    | طلا | نقره | برنز | مجموع |
| ۱    | استرالیا (AUS)            | ۶   | ۲    | ۳    | ۱۱    |
| ۲    | روسیه (RUS)               | ۳   | ۱    | ۱    | ۵     |
| ۳    | بریتانیای کبیر (GBR)      | ۲   | ۱    | ۱    | ۴     |
| ۴    | آلمان (GER)               | ۱   | ۱    | ۴    | ۶     |
| ۵    | هلند (NED)                | ۱   | ۱    | ۲    | ۴     |
| ۶    | فرانسه (FRA)              | ۱   | ۱    | ۱    | ۳     |
| ۷    | کانادا (CAN)              | ۱   | ۱    | ۰    | ۲     |
| ۸    | ایتالیا (ITA)             | ۱   | ۰    | ۰    | ۱     |
| ۸    | نیوزیلند (NZL)            | ۱   | ۰    | ۰    | ۱     |
| ۸    | نروژ (NOR)                | ۱   | ۰    | ۰    | ۱     |
| ۱۱   | اسپانیا (ESP)             | ۰   | ۳    | ۲    | ۵     |
| ۱۲   | ایالات متحده آمریکا (USA) | ۰   | ۲    | ۰    | ۲     |
| ۱۳   | سوئیس (SUI)               | ۰   | ۱    | ۱    | ۲     |
| ۱۴   | چین (CHN)                 | ۰   | ۱    | ۰    | ۱     |
| ۱۴   | ژاپن (JPN)                | ۰   | ۱    | ۰    | ۱     |
| ۱۴   | مکزیک (MEX)               | ۰   | ۱    | ۰    | ۱     |
| ۱۴   | پرتغال (POR)              | ۰   | ۱    | ۰    | ۱     |
| ۱۸   | بلاروس (BLR)              | ۰   | ۰    | ۱    | ۱     |
| ۱۸   | بلژیک (BEL)               | ۰   | ۰    | ۱    | ۱     |
| ۱۸   | کلمبیا (COL)              | ۰   | ۰    | ۱    | ۱     |